# Hemitelia grandifolia
Hemitelia grandifolia là một loài thực vật có mạch trong họ Cyatheaceae. Loài này được (Willd.) Spreng. mô tả khoa học đầu tiên năm 1827.